# Elatostema holophyllum
Elatostema holophyllum är en nässelväxtart som beskrevs av Elmer Drew Merrill. Elatostema holophyllum ingår i släktet Elatostema och familjen nässelväxter. Inga underarter finns listade i Catalogue of Life.